# Малгрю, Чарли
Чарльз Па́трик Малгрю́ (англ. Charles Patrick Mulgrew; род. 6 марта 1986, Глазго), более известный как Ча́рли Малгрю́ (англ. Charlie Mulgrew) — шотландский футболист, защитник шотландского клуба «Данди Юнайтед» и национальной сборной Шотландии.

## Клубная карьера

### «Селтик»
Малгрю является воспитанником шотландского клуба «Селтик».
В июле 2002 года, в возрасте 16 лет, Чарли подписал с глазговцами свой первый профессиональный контракт. Но дебютировать в первом составе «кельтов» Малгрю не смог, и в январе 2006 года руководство «бело-зелёных» отдало футболиста по арендному соглашению в «Данди Юнайтед».

### «Данди Юнайтед»
7 января 2006 года Чарли дебютировал в составе «оранжево-чёрных» в поединке своего нового клуба с «Абердином». За полгода, проведённых в Данди Малгрю сыграл 14 игр, провёл два мяча, оформив «дубль» в матче против «Инвернесс Каледониан Тисл» 18 февраля. Оба гола Чарли забил прямыми ударами со штрафных. Специалисты отметили Чарли, признав его «Лучшим молодым игроком месяца» по итогам февраля.
По окончании аренды Малгрю вернулся в Глазго, где ожидал, что своей неплохой игрой в «Юнайтед» заслужил предоставления ему шанса закрепиться в первом составе «бело-зелёных».

### «Вулверхэмптон Уондерерс»
Тем не менее 23 августа 2006 года Чарли стал частью сделки между «Селтиком» и английским клубом «Вулверхэмптон Уондерерс», по которой опытный защитник «волков», Ли Нейлор, отправился в стан «кельтов», в обратном направлении проследовал Малгрю, к тому же глазговцы заплатили «Уондерерс» 600 тысяч фунтов.
10 сентября шотландец впервые вышел в футболке «волков» — в тот день соперником мидлендской команды был «Лидс Юнайтед». Но закрепиться в составе «Вулверхэмптона» Малгрю так и не смог из-за травм, которые преследовали Чарли весь сезон 2006/07.

### «Саутенд Юнайтед»
В зимнее трансферное окно следующего футбольного года шотландец по арендному договору перебрался в клуб «Саутенд Юнайтед». За «приморских» Малгрю провёл 20 игр, забил один гол — 19 апреля 2008 года в ворота «Карлайл Юнайтед».

### «Абердин»
Летом 2008 года руководство «Вулверхэмптона» заявило, что клуб больше не заинтересован в услугах Чарли. Практически сразу несколько британских команд выразили готовность приобрести шотландца. Наиболее вероятным казался переход Малгрю в «Суиндон Таун», который предложил за футболиста 150 тысяч фунтов, однако «волков» данное предложение не устроило.
15 июля шотландский «Абердин» объявил, что Чарли, подписав 2-летнее соглашение о сотрудничестве, вернулся на родину и стал игроком «красных».
9 августа Малгрю впервые появился на поле в составе «донс» в матче чемпионата Шотландии «Абердин» — «Инвернесс». Через неделю состоялся первый гол Чарли за «красных» — причём мяч уроженца Глазго оказался победным для его команды в поединке с «Мотеруэллом».
27 сентября Чарли оформил «дубль» в игре против своего бывшего клуба — «Селтика». Первый мяч Малгрю забил красивым дальним ударом с лёта, второй — точно исполнив штрафной удар. После этого поединка шотландец стал в «Абердине» штатным исполнителем всем стандартных положений и до конца сезона забил ещё два мяча — оба со штрафных ударов.
16 мая 2009 года Чарли был ошибочно удалён с поля в поединке «Абердина» против «Рейнджерс». На 18-й минуте встречи Малгрю повздорил с игроком «джерс», Кайлом Лафферти. Во время перебранки Лафферти упал, как подкошенный, после якобы нанесённого ему удара головой от Чарли. Главный арбитр поединка, Стюарт Дугал, показал абердиндцу красную карточку. Это решение долго обсуждалось в футбольных кругах Шотландии, после чего судья был дисквалифицирован Футбольной ассоциацией страны на длительный срок.
В октябре 2009 года Малгрю отказался подписывать с «донс» новое соглашение о сотрудничестве, чем вызвал в прессе пересуды о своём будущем.

### Возвращение в «Селтик»
Летом 2010 года контракт Чарли с «Абердином» истёк. 1 июля Малгрю вернулся в родной «Селтик», подписав с «кельтами» 3-летний договор.
Дебют шотландца в первом составе «бело-зелёных» состоялся 28 июля 2010 года, когда в рамках 3-го квалификационного раунда Лиги чемпионов глазговцы встречались с португальской «Брагой». 29 января Малгрю забил свой первый гол за «Селтик», поразив в полуфинальном поединке Кубка лиги ворота своего бывшего клуба — «Абердина». 27 августа Чарли заключил с «кельтами» новое соглашение о сотрудничестве, рассчитанное до 2015 года.

## Сборная Шотландии
В период с 2007 по 2008 год Чарли защищал цвета молодёжной сборной Шотландии, в составе которой провёл 11 встреч, забил два мяча.
20 февраля 2012 года Малгрю был впервые вызван первую национальную команду, на предстоящий 29 февраля товарищеский поединок против Словении. В той встрече он и дебютировал за «тартановую армию», отыграв полный матч. 6 февраля следующего года Малгрю отличился забитым мячом за шотландскую сборную в первый раз, принеся ей минимальную победу со счётом 1:0 над эстонцами.

## Статистика

### Клубная статистика
| Клуб                       | Сезон                      | Чемпионат | Чемпионат | Кубок | Кубок | Кубок Лиги | Кубок Лиги | Плей-офф Лиги | Плей-офф Лиги | Еврокубки | Еврокубки | Итого | Итого |
| Клуб                       | Сезон                      | Игры      | Голы      | Игры  | Голы  | Игры       | Голы       | Игры          | Голы          | Игры      | Голы      | Игры  | Голы  |
| -------------------------- | -------------------------- | --------- | --------- | ----- | ----- | ---------- | ---------- | ------------- | ------------- | --------- | --------- | ----- | ----- |
| Данди Юнайтед              | 2005/06                    | 13        | 2         | 1     | 0     | —          | —          | —             | —             | —         | —         | 14    | 2     |
| Всего за «Данди Юнайтед»   | Всего за «Данди Юнайтед»   | 13        | 2         | 1     | 0     | 0          | 0          | 0             | 0             | 0         | 0         | 14    | 2     |
| Вулверхэмптон Уондерерс    | 2006/07                    | 6         | 0         | —     | —     | —          | —          | 1             | 0             | —         | —         | 7     | 0     |
| Вулверхэмптон Уондерерс    | 2007/08                    | —         | —         | —     | —     | 2          | 0          | —             | —             | —         | —         | 2     | 0     |
| Всего за «Вулверхэмптон»   | Всего за «Вулверхэмптон»   | 6         | 0         | 0     | 0     | 2          | 0          | 1             | 0             | 0         | 0         | 9     | 0     |
| Саутенд Юнайтед            | 2007/08                    | 18        | 1         | —     | —     | —          | —          | 2             | 0             | —         | —         | 20    | 1     |
| Всего за «Саутенд Юнайтед» | Всего за «Саутенд Юнайтед» | 18        | 1         | 0     | 0     | 0          | 0          | 2             | 0             | 0         | 0         | 20    | 1     |
| Абердин                    | 2008/09                    | 35        | 5         | 4     | 0     | 2          | 0          | —             | —             | —         | —         | 41    | 5     |
| Абердин                    | 2009/10                    | 37        | 4         | 2     | 0     | 1          | 0          | —             | —             | 2         | 1         | 42    | 5     |
| Всего за «Абердин»         | Всего за «Абердин»         | 72        | 9         | 6     | 0     | 3          | 0          | 0             | 0             | 2         | 1         | 83    | 10    |
| Селтик                     | 2010/11                    | 23        | 0         | 6     | 2     | 4          | 1          | —             | —             | 2         | 0         | 35    | 3     |
| Селтик                     | 2011/12                    | 30        | 8         | 4     | 0     | 3          | 0          | —             | —             | 7         | 1         | 44    | 9     |
| Селтик                     | 2012/13                    | 26        | 4         | 2     | 1     | 3          | 2          | —             | —             | 12        | 1         | 43    | 8     |
| Всего за «Селтик»          | Всего за «Селтик»          | 79        | 12        | 12    | 3     | 10         | 3          | 0             | 0             | 21        | 2         | 122   | 20    |
| Всего за карьеру           | Всего за карьеру           | 188       | 24        | 19    | 3     | 15         | 3          | 3             | 0             | 23        | 3         | 248   | 33    |

(откорректировано по состоянию на 31 марта 2013)

### Матчи за сборную Шотландии
| № | Дата            | Место                                  | Оппонент   | Счёт | Голы Малгрю | Соревнование                                    |
| 1 | 29 февраля 2012 | «Бонифика», Копер, Словения            | Словения   | 1:1  | —           | Товарищеский матч                               |
| 2 | 27 мая 2012     | «Ивербанк Филд», Джэксонвилл, США      | США        | 1:5  | —           | Товарищеский матч                               |
| 3 | 15 августа 2012 | «Истер Роуд», Эдинбург, Шотландия      | Австралия  | 3:1  | —           | Товарищеский матч                               |
| 4 | 14 ноября 2012  | «Жози Бартель», Люксембург, Люксембург | Люксембург | 2:1  | —           | Товарищеский матч                               |
| 5 | 6 февраля 2013  | «Питтодри», Абердин, Шотландия         | Эстония    | 1:0  | 1           | Товарищеский матч                               |
| 6 | 22 марта 2013   | «Хэмпден Парк», Глазго, Шотландия      | Уэльс      | 1:2  | —           | Отборочный матч чемпионата мира по футболу 2014 |

Итого: 6 матчей / 1 гол; 3 победы, 1 ничья, 2 поражения.
(откорректировано по состоянию на 22 марта 2013)

### Сводная статистика игр/голов за сборную
| Сборная          | Год              | Отборочные матчи ЧМ | Отборочные матчи ЧМ | Финальные матчи ЧМ | Финальные матчи ЧМ | Отборочные матчи ЧЕ | Отборочные матчи ЧЕ | Финальные матчи ЧЕ | Финальные матчи ЧЕ | Товарищеские матчи | Товарищеские матчи | Итого | Итого |
| Сборная          | Год              | Игры                | Голы                | Игры               | Голы               | Игры                | Голы                | Игры               | Голы               | Игры               | Голы               | Игры  | Голы  |
| ---------------- | ---------------- | ------------------- | ------------------- | ------------------ | ------------------ | ------------------- | ------------------- | ------------------ | ------------------ | ------------------ | ------------------ | ----- | ----- |
| Шотландия        | 2012             | —                   | —                   | —                  | —                  | —                   | —                   | —                  | —                  | 4                  | 0                  | 4     | 0     |
| Шотландия        | 2013             | 1                   | 0                   | —                  | —                  | —                   | —                   | —                  | —                  | 1                  | 1                  | 2     | 1     |
| Всего за карьеру | Всего за карьеру | 1                   | 0                   | 0                  | 0                  | 0                   | 0                   | 0                  | 0                  | 5                  | 1                  | 6     | 1     |

(откорректировано по состоянию на 22 марта 2013)